# Establo Asahiyama (2016)

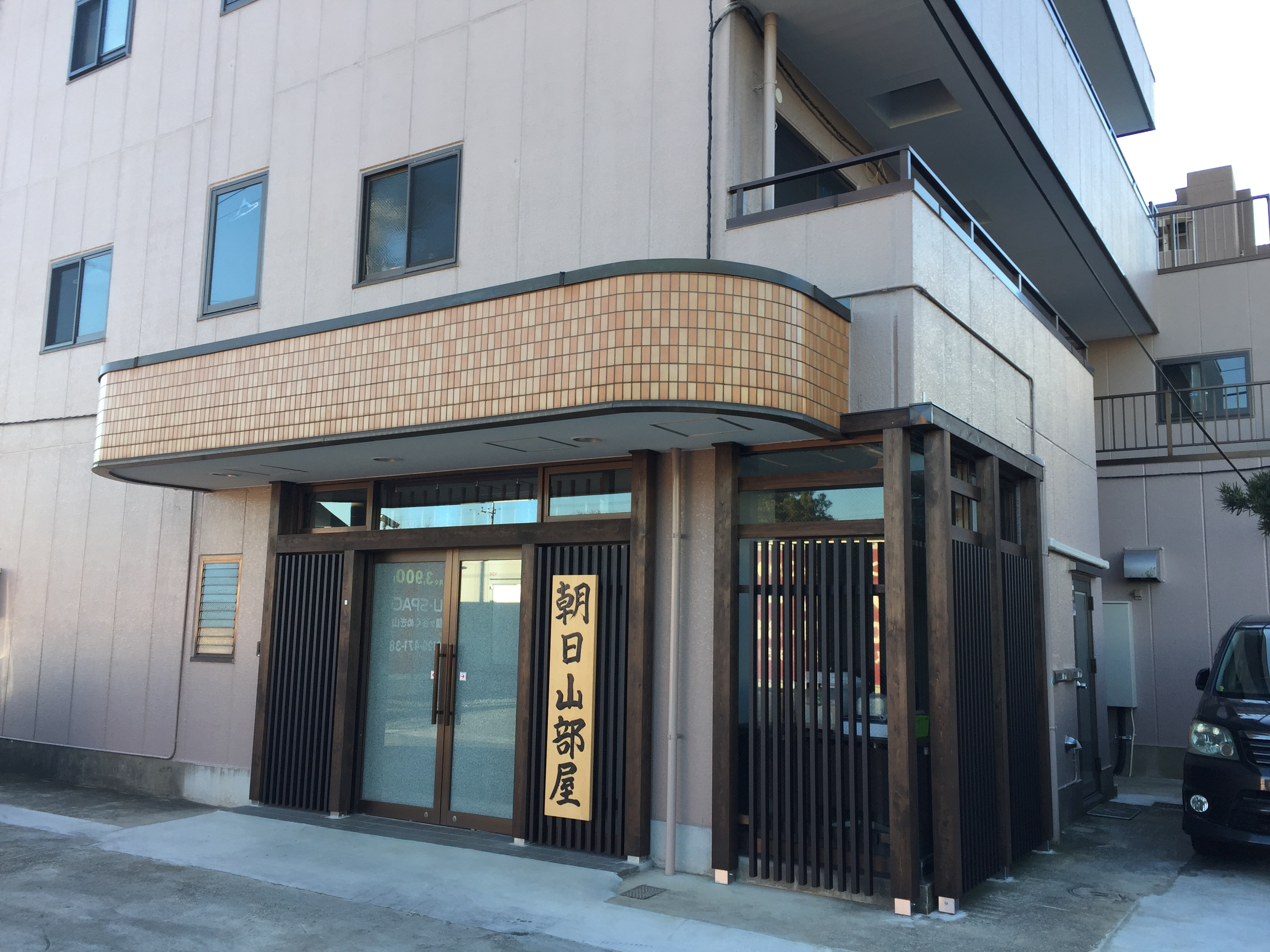
Entrada principal y fachada del Establo Asahiyama (2016)

El Establo Asahiyama (朝日山部屋, Asahiyama-beya) es un establo de entrenamiento de sumo profesional. El recinto forma parte del ichimon Isegahama y se encuentra ubicado en la prefectura de Chiba.
La anterior generación del establo Asahiyama tuvo una larga historia en el sumo antes de su cierre definitivo en 2015, sin embargo, esta actual generación no tiene ninguna relación con el anterior establecimiento. Pasado un año tras el cierre de la anterior establo, el ex sekiwake Kotonishiki pudo finalmente adquirir la posición Asahiyama después de haber estado varios años poseyendo títulos de anciano prestados, permitiéndole cumplir su sueño de inaugurar un nuevo heya con este nombre. Kotonishiki financió la construcción de una instalación para alojar su establo en la ciudad de Kamagaya, prefectura de Chiba, cerca de la Estación Kunugiyama. Este ya había procurado un terreno en la misma zona donde se encuentra el establo al cual perteneció originalmente, el establo Sadogatake del ichimon Nishonoseki. El ahora nuevo dueño Asahiyama se planteó impartir la misma disciplina de entrenamiento que recibió en su establo original, Sadogatake (uno de los más fuertes en el sumo profesional), así como también un trato amable hacia los luchadores, lo cual aprendió durante su tiempo como entrenador en el establo Oguruma.

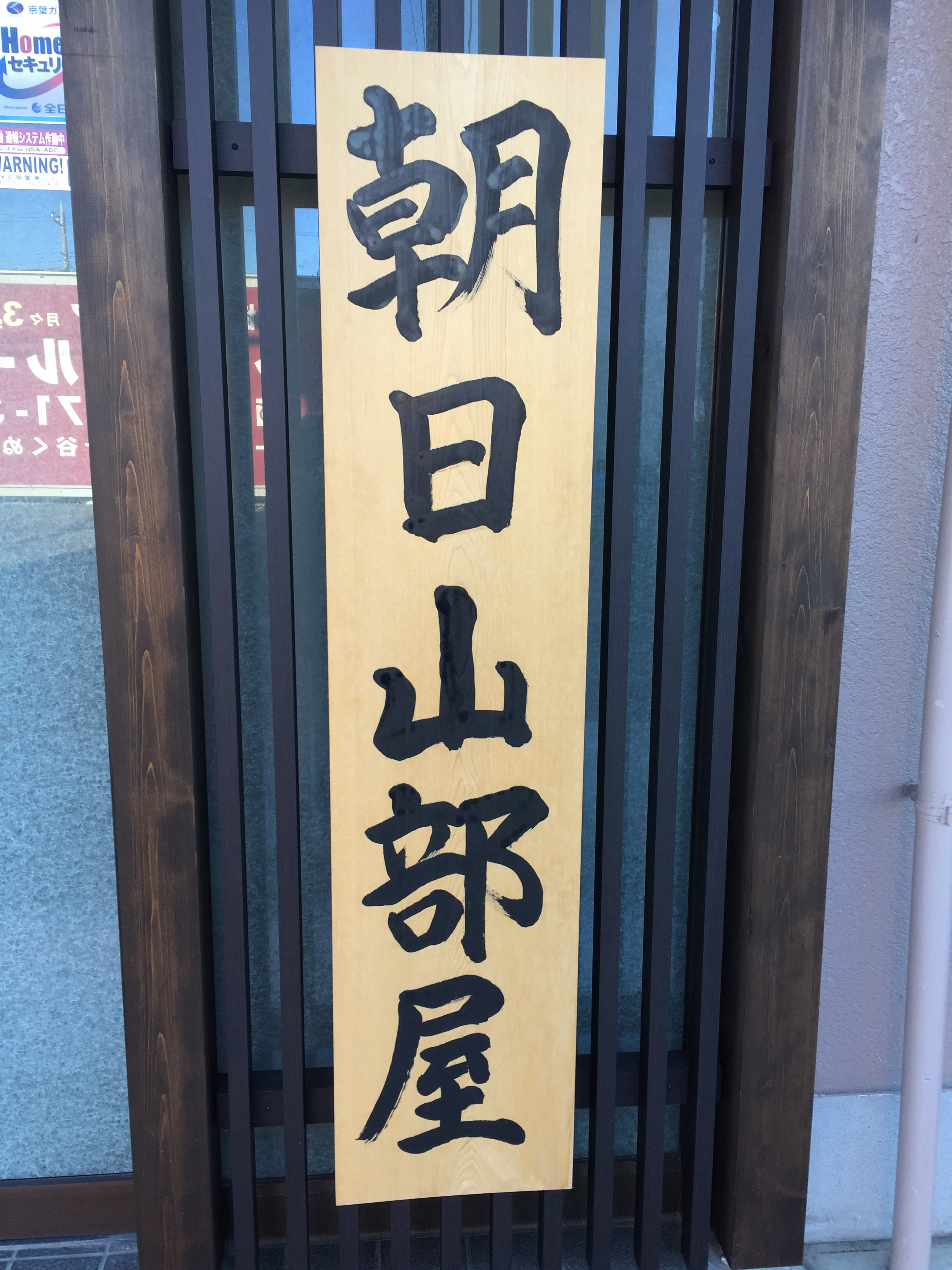
Placa de madera con el nombre del Establo Asahiyama

Este se llevó consigo tres luchadores de bajo rango del ya mencionado establo Oguruma (el cual es también miembro del ichimon Nishonoseki) para incorporarlos en su nuevo establo. En enero de 2017, el establo se retiró del ichimon Nishonoseki para unirse al ichimon Isegahama (al cual el antiguo Asahiyama perteneció). En febrero de 2017, se anunció que el hijo de 18 años de Asahiyama, Akihide, se incorporaría al establo como un nuevo recluta después de su graduación de secundaria en marzo. Akihide luchó utilizando el shikona Wakaseido. Para enero de 2023, el establo tenía un total de ocho luchadores, sin haber producido ningún sekitori aún.
El establo es conocido por ser una organización que rompe con el esquema tradicional de los establos de sumo. En 2021, organizaron la creación de un  refugio para animales en adopción, lanzando un programa para rescatar gatos abandonados durante la crisis del COVID-19. Tras el fallecimiento del comediante Ken Shimura, el establo también adoptó a su perro. En el mismo año, el establo también inauguró una panadería bajo el ímpetu de la ōkami-san (esposa del maestro), la cual es instructora panadera certificada, y la segunda hija del maestro, la cual es nutricionista certificada. La panadería del establo es conocida por su éxito, ayudado en parte por la popularidad del mismo establo, atrayendo clientes tanto de las vecindades locales como de otras prefecturas.

## Nombres de ring
Actualmente, los luchadores que acompañaron a Kotonishiki a su nuevo establo han asumido diferentes shikona con el prefijo "Asahi" (朝日), significando "sol de la mañana", y también por ser los dos primeros caracteres del nombre Asahiyama.

## Dueños
- 2016–presente: El décimo noveno (19°) Asahiyama (iin, ex sekiwake Kotonishiki)

## Luchadores activos destacados
- Ninguno

## Gyōji
- El décimo segundo (12°) Shikimori Kandayu (san'yaku gyōji, de nombre real: Hiroshi Kikuchi)

## Yobidashi
- Takeru (jonokuchi yobidashi, de nombre real: Takeru Miyasaka)

## Ubicación y acceso
Kunigiyama 2-1-5, ciudad de Kamagaya, prefectura de Chiba. A 5 minutos caminando desde la Estación Kunugiyama (Línea Keisei Matsudo).